# Hemicytherura branchae
Hemicytherura branchae is een mosselkreeftjessoort uit de familie van de Cytheruridae. De wetenschappelijke naam van de soort is voor het eerst geldig gepubliceerd in 2003 door Dingle.